# Alexander Mahone
Alexander Mahone az amerikai Szökés című sorozat egyik szereplője. William Fichtner alakítja. A karaktert a sorozat második évadának premier epizódjában látjuk először. Mahone a Fox River-i Nyolcak elfogására kinevezett Szövetségi Nyomozóiroda-ügynök.

## Háttér
Mahone-nak van egy kisfia, Cameron és egy exfelesége, Pamela. A 2. évad során kiderül, hogy Alex régen egy elmebeteg gyilkos (Oscar Shales) után nyomozott, ám a nyomozás során "megbolondult". Michael rájön, hogy miután Mahone nagy nehezen elfogta a gyilkost, megölte és a saját kertjében ásta el, majd maró lúggal locsolta le. Mahone azonban tudja, maradtak még nyomok a holttestből, ezért rettegésben él és illegális drogokat (Varatril) szed.

## Szerepek
Mahone a második évad óta főszereplője a sorozatnak, és mindegyik részben szerepelt azóta.

### 2. évad
Az évadban rögtön az első részben láthatjuk, amikor is sajtótájékoztatót tart és elárulja, ő kapta meg a feladatot, hogy elfogja a "Fox River-i Nyolcast". Az évad során egyre több sötét dolgot derít ki róla Michael, ezért Mahone később már nem elfogni akarja, hanem megölni. Mikor nem akar elvégezni egy feladatot, a felettesei elintézik, hogy fia könnyebb balesetet szenvedjen. Alex bosszúból megöli az egyik ügynököt és elrejti a holttestet. Mahone több szökevényt is elfog, ám mindegyiket megöli, vagy öngyilkosságra beszéli rá: John Abruzzit csapdába csalja, David Apolskist önvédelemnek álcázva megöli, Charles Pathosikot és Benjamin Miles Franklint pedig öngyilkosságra beszéli rá (Franklin kivételével mindegyikük meghal). Egy alkalommal, amikor rátalál a két fivérre, megöli apjukat, Aldót. Mivel feltűnik a sok haláleset, az FBI belső nyomozást indít ellene. Többször is megpróbálja visszacsábítani magához exfeleségét, ám mikor ez "összejönne", bajba kerül: az évad végére Michaelt és Lincolnt Panamáig üldözi, ám ott Michael drogot rejt az Alex nevén álló hajóra, így Mahone-t elfogják az ottani hatóságok és egy Sona nevű börtönbe zárják.

### 3. évad
Gyógyszere hiányában egyre többször látomásai lesznek a börtönben, ráadásul megtudja, hogy a tárgyalására minimum egy évet kell várnia. Kap egy ajánlatot az FBI-tól, hogy tanúskodjon az ellen a bizonyos CÉG ellen, ám mivel ezt nem teszi meg, a börtönben marad. Mikor rájön, hogy Michaelék ismét szökni akarnak, Mahone is beszáll. A szökés után Lincoln meg akarja bosszulni apját, így végezni próbál Mahone-nal, ám az elmenekül. Az évad végén látjuk, amint Mahone James Whistlerrel és Gretchen Morgannal találkozik egy bárban és igent mond a CÉG ajánlatára, miszerint megint nekik fog dolgozni.

### 4. évad
Mahone-ról kiderül, hogy James Whistlerrel a CÉG ellenében dolgoztak, ám előbb Whistlert öli meg Wyatt, majd Mahone fiát is, az anyja szeme láttára. Ezután Alex csatlakozik a bandához, hogy megszerezzék a CÉG fekete könyvét és hogy újra szabad ember legyen. Bosszút esküszik Wyatt ellen, Cameron haláláért. Mikor a csapat túszul ejti a bérgyilkost, Mahone megkínozza, és a szörnyű fájdalmai közt ráveszi Wyattet, hogy bocsánatot kérjen a volt feleségétől telefonon a fiuk haláláért. Ezután kiviszi a raktár melletti mólóra, egy téglát rögzítve a kezére és belelöki az óceánba, ezzel elégtételt véve a kisfiáért. Wyatt minden bizonnyal meghal. 
Mahone-t szintén feldúlja Bellick halála, majd pedig megkeresi David Bakert, a CÉG volt építészét – aki a Scyllát tervezte -, hogy segítsen neki és a csapatnak, de ez nem sikerül neki.
A Quiet Riot epizódban Michael, Lincoln, Mahone és Sucre sikeresen bejutnak a Scylla terembe.